# Estora pazyryk
L'estora pazyryk (persa: فرش پازیریک) anomenada de Kurgan núm. 5 o catifa de Gorno-Altaisk, és una de les estores més antigues del món que encara es conserven. La va descobrir al 1949 l'arqueòleg soviètic Serguéi Rudenko a la tomba d'un príncep escita situada a la vall de Pazyryk, al massís de l'Altai de Sibèria. Ara es conserva al Museu de l'Hermitage de Sant Petersburg, Rússia.

## Característiques

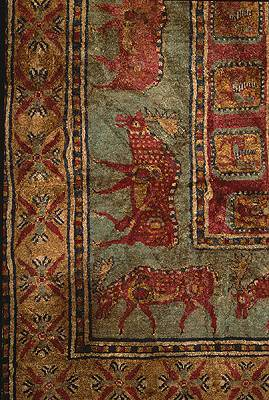
Detall

És una de les troballes més importants de Pazyryk. Les seues dimensions són de 200 × 183 cm i té 3.600 nusos per dm², la qual cosa és una densitat més alta que la majoria de les estores modernes. La catifa està feta amb llana nuada sobre un model de nusos simètrics.
El centre de la catifa conté un motiu de llaç o cinta, mentre que a la vora hi ha una processó de cérvols o rens, i en una altra vora guerrers a cavall. Són temes que recorden el pas dels genets nòmades de les estepes.

## Origen
L'estora s'ha preservat molt bé perquè es conservà pel gel que es va formar a la tomba després d'una inundació. El seu origen és controvertit; hi ha qui pensa que l'elaboraren els escites, i altres creuen que en foren els perses aquemènides. Una de les hipòtesis és que es realitzà a l'antiga Armènia al voltant de l'any 400 ae. En general, es data del segle V e, encara que alguns estudis recents amb carboni 14 la daten del voltant de 328-200 ae.
Al jaciment s'han trobat objectes de seda i bronze provinents de l'altre costat de la Gran Muralla xinesa. Això demostra que els nòmades siberians tenien relacions amb cultures llunyanes.